# Christine Lavant

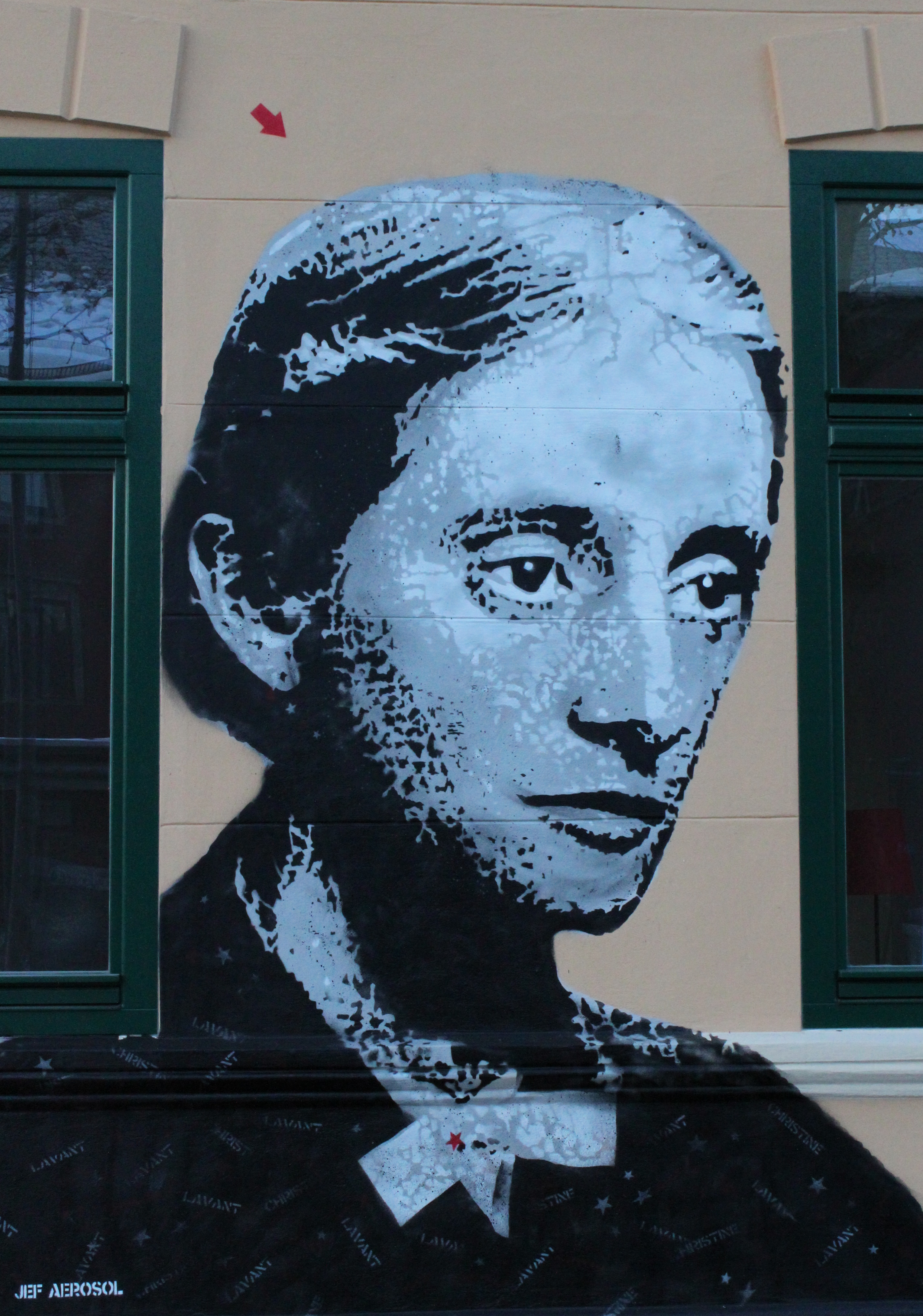
Christine Lavant: Graffito von Jef Aérosol am Musilhaus in Klagenfurt

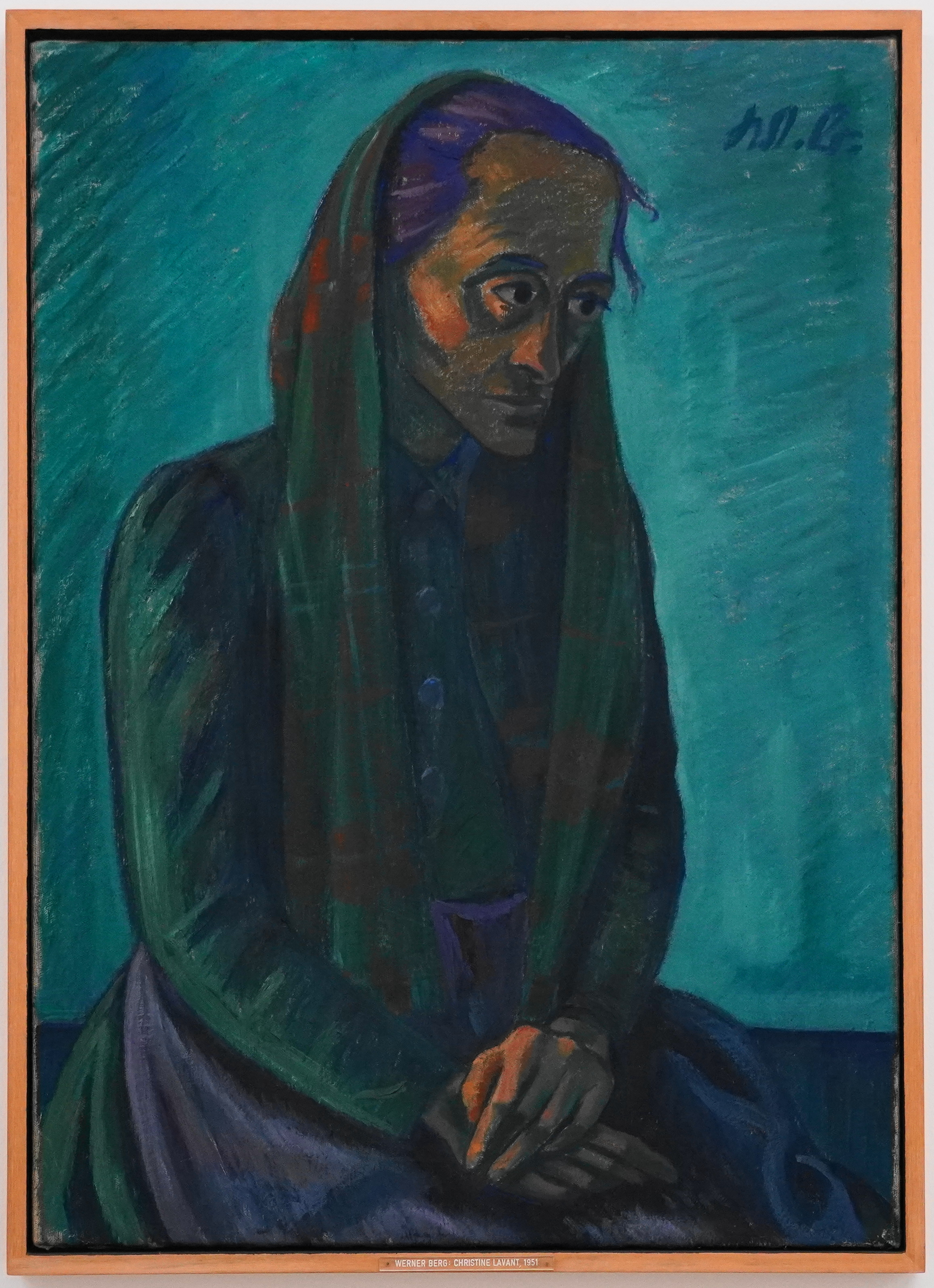
Werner Berg, Öl auf Leinwand (1951)

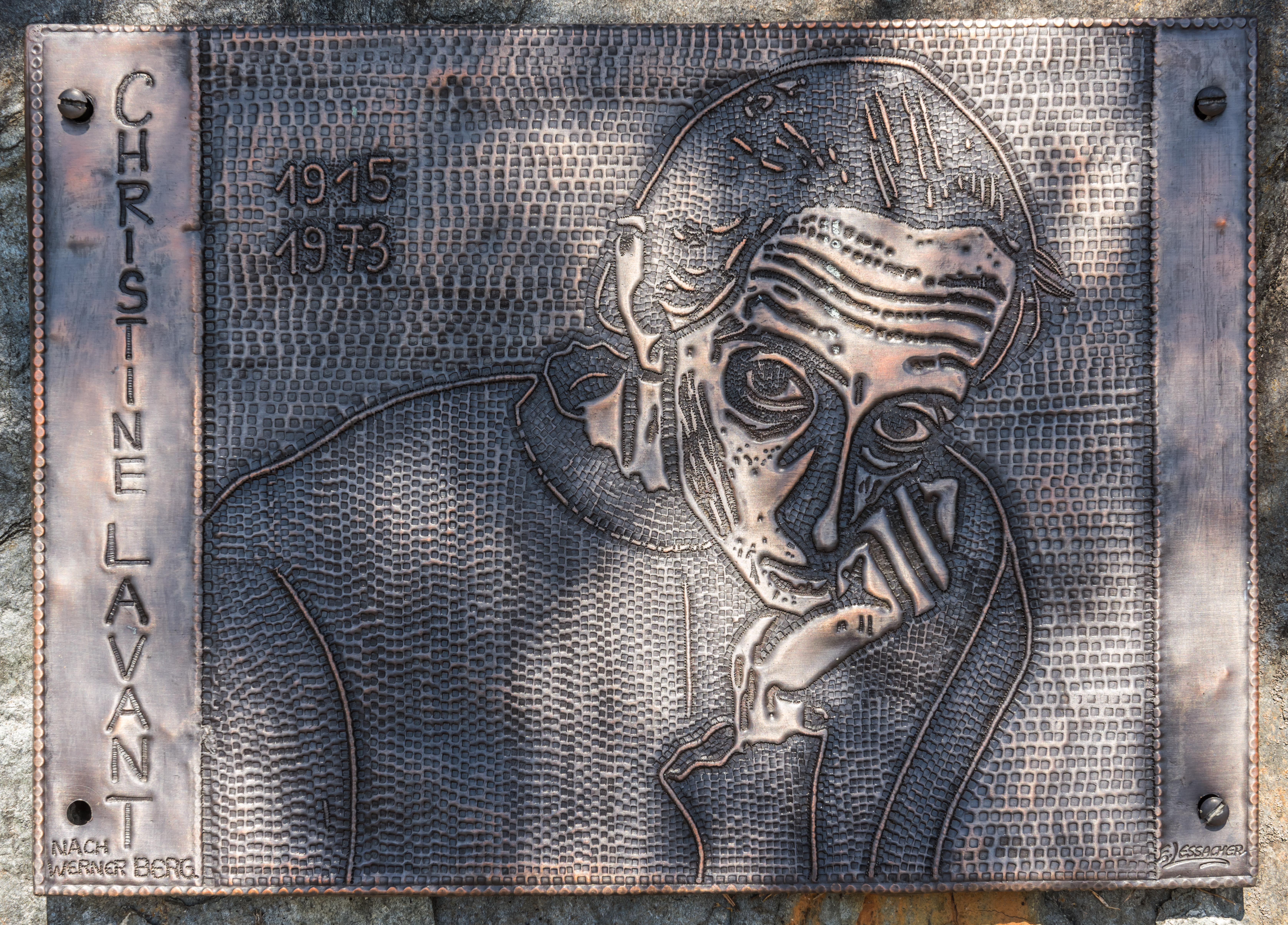
Gedenktafel bei den Dichtersteinen in Zammelsberg, Weitensfeld im Gurktal (nach einem Holzschnitt von Werner Berg)

Christine Lavant (eigentlich Christine Habernig, geborene Thonhauser; * 4. Juli 1915 in Großedling bei St. Stefan im Lavanttal; † 7. Juni 1973 in Wolfsberg) war eine österreichische Schriftstellerin. Ab 1948 verwendete sie den Namen Lavant als Pseudonym.

## Leben
Christine Lavant wurde als neuntes Kind des Bergarbeiters Georg Thonhauser und seiner Frau Anna (geborene Hans), einer Flickschneiderin, geboren. Fünf Wochen nach der Geburt bekam das Kind Skrofeln auf Brust, Hals und im Gesicht und erblindete beinahe. Mit drei Jahren (1918) kam eine erste Lungenentzündung hinzu, die später beinahe jedes Jahr wiederkehren sollte. Bei einem Krankenhausaufenthalt 1919 wurde sie bereits als nicht mehr lebensfähig angesehen.
Dennoch wurde Lavant 1921 in der Volksschule in St. Stefan eingeschult. Bei einem Aufenthalt im Krankenhaus in Klagenfurt, während dessen sich ihr Augenleiden besserte, bekam sie von ihrem behandelnden Arzt eine Ausgabe von Rainer Maria Rilkes Werken geschenkt, die sie auf dem 60 Kilometer langen Fußmarsch nach Wolfsberg zurück im Rucksack bei sich führte.
1927 verschlechterte sich ihre Gesundheit erneut, und zusammen mit einer Lungentuberkulose trat nun auch die Skrofulose wieder auf. Nach einer als risikoreich angesehenen Röntgenbestrahlung verschwanden aber beide Krankheiten erstaunlich rasch, was es dem Mädchen ermöglichte, 1929 die Volksschule zu beenden. Der nun folgende Besuch der Hauptschule musste aber abgebrochen werden, da der Fußweg für das schwächelnde Kind zu lang schien. Das Mädchen beschäftigte sich nun mit kleineren häuslichen Arbeiten, Malen, Schreiben und Lesen und begann zu stricken. Eine 1930 übersehene Mittelohrentzündung führte zu einer fast vollständigen Ertaubung eines Ohres.
1931 lernte Christine Frau Lintschnig kennen, die dann eine ihrer treuesten Freundinnen wurde. Es entstanden nun viele Aquarelle, die sie später verschenkte. Zu dieser Zeit kamen aber auch die ersten schweren Depressionen auf, welche die Heranwachsende letztlich nötigten, bei den Eltern zu bleiben. Aus den produktiveren Phasen erwuchs nun ein erster Roman unbekannten Titels, den sie beim Grazer Leykam Verlag einreichte. Trotz einer positiven ersten Reaktion erhielt sie 1932 eine Absage vom Verlag, was dazu führte, dass sie alles bisher Geschriebene vernichtete und das Schreiben aufgab.
Nach schweren Depressionen begab sich Christine Lavant 1935 auf eigenen Wunsch in eine Nervenheilanstalt in Klagenfurt. Ihre Erlebnisse hat sie im Text Aufzeichnungen aus einem Irrenhaus verarbeitet, der erst nach ihrem Tod veröffentlicht wurde.
1937 lernte Christine Lavant ihren späteren Mann, den weitgehend erfolglosen Kunstmaler Josef Habernig (1879–1964), kennen. Im selben Jahr starb ihr Vater, im Jahr darauf, 1938, die Mutter. Lavant musste nun die elterliche Wohnung, in die sie zurückgekehrt war, wieder verlassen. Erneut versuchte sie, sich ihren Unterhalt durch Strickarbeiten zu verdienen, wurde aber auch von ihren Geschwistern finanziell unterstützt. 1939 heiratete sie den um 36 Jahre älteren Habernig.
1945 begann sie erstmals wieder zu schreiben und sendete neue Gedichte an die Familie Purtscher, die sie an die Dichterin Paula Grogger weitergab. Grogger vermittelte ihr in der Folge ein Treffen mit dem Verleger Viktor Kubczak. Es dauerte jedoch noch bis 1948, bis unter dem hier erstmals verwendeten Namen »Christine Lavant« im Brentano Verlag in Stuttgart ein Bürstenabzug der Gedichte Die Nacht an den Tag erschien, der später verlorenging. Der Verleger riet der Dichterin, Prosa zu schreiben, die diesem Wunsch nachkam und die Erzählung Das Kind verfasste.
1949 erschien der Gedichtband Die unvollendete Liebe, außerdem die Erzählung Das Krüglein, über die man urteilte:

„Christine Lavant gibt hier ein in die Tiefe gehendes Bild der Kinderseele: Kinder sind nicht rosige Englein, sondern gerade ihre Unschuld birgt Abgründe von ‚Unmoral‘ in sich. Dies und das schließlich immer wieder überwältigend hervorbrechende kindliche Gutsein in eine kernige literarische Form gegossen zu haben, ist eine bedeutende Leistung der Verfasserin.“

1950 führte eine Dichterlesung während den vom 10. bis 12. November stattfindenden St. Veiter Kulturtagen zu einem großen persönlichen Erfolg der Dichterin. Sie galt danach als „vielleicht eine der hoffnungsvollsten Vertreterinnen der neuen Frauenlyrik in Oesterreich“. Bei diesem Anlass begegnete sie zum ersten Mal dem Maler Werner Berg, der in der Folge ihre große Lebensliebe werden sollte. Die Beziehung war freilich insofern aussichtslos, als sowohl Berg als auch Lavant selbst verheiratet waren. Lavant wurde von Berg schwanger, musste jedoch aufgrund ihrer schlechten Gesundheit 1951 einen Schwangerschaftsabbruch durchführen lassen; Berg erfuhr erst später davon. Danach übersiedelte Lavant in das Haus ihrer Freundin Lintschnig, wo sie mit Ausnahme einer eineinhalbjährigen Unterbrechung bis zu ihrem Tod wohnte.

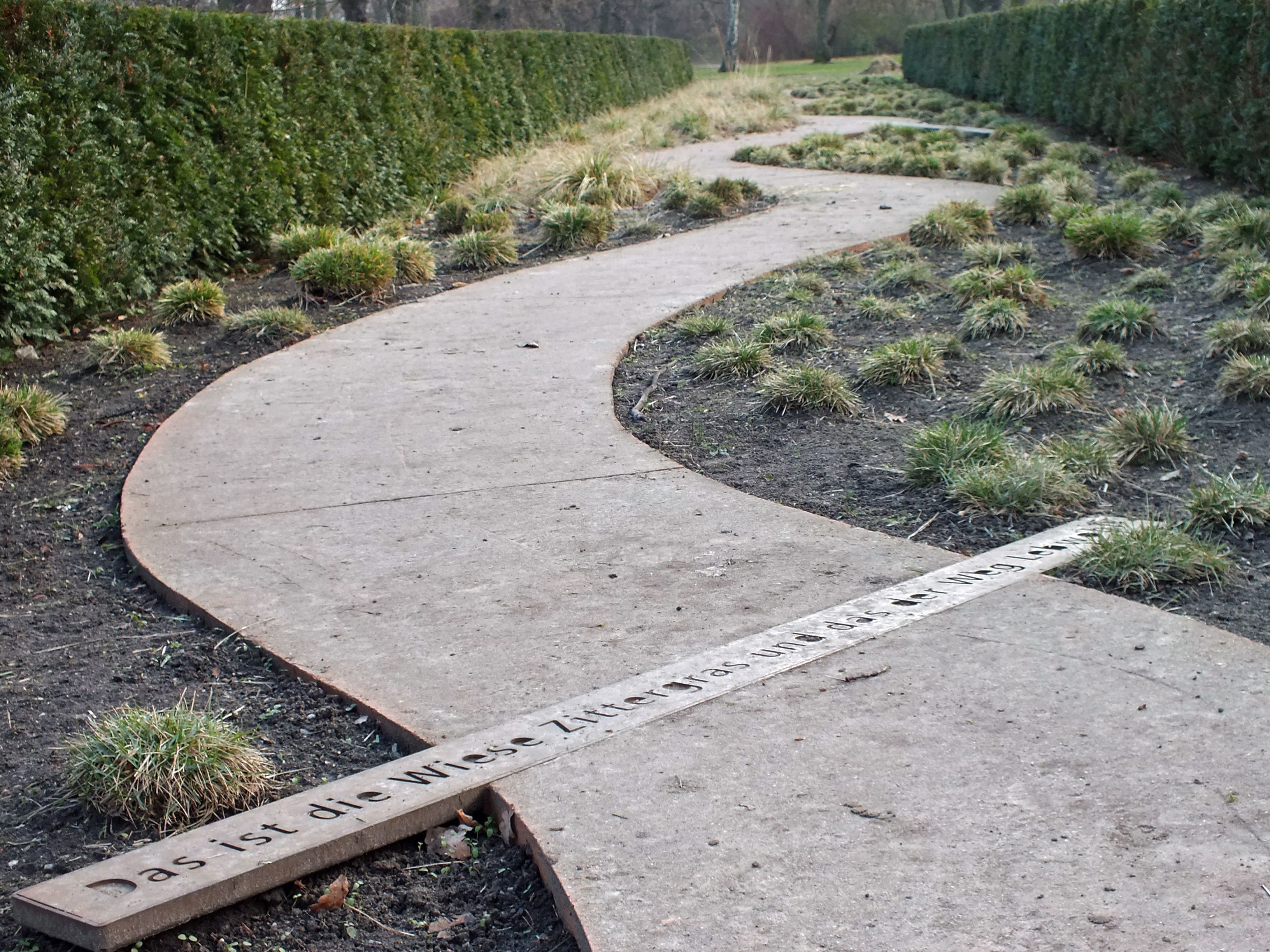
Gedenkort für die Opfer der Kinder-Euthanasie im Leipziger Friedenspark mit den beiden Lavant-Gedichtzeilen
Das ist die Wiese Zittergras und das der Weg Lebwohl

1952 erschienen die Erzählungen Baruscha in Graz bei Leykam. 1956 wurden Die Bettlerschale (Gedichte) bei Otto Müller in Salzburg veröffentlicht. Es folgten der Staatliche Förderungspreis für Lyrik und der Lyrik-Preis der Neuen deutschen Hefte. Der Brentano-Verlag gab die Erzählung Die Rosenkugel heraus. Über den Tonhof des Kärntner Komponisten Gerhard Lampersberg kam sie in Kontakt mit Vertretern der Wiener Avantgarde.
Es folgte 1959 Spindel im Mond (Gedichte) bei Otto Müller und 1960 Sonnenvogel (Gedichte) bei Horst Heiderhoff in Wülfrath. Der Band Wirf ab den Lehm. Gedichte und Erzählungen, den Wieland Schmied bei Stiasny in Graz herausgab, würdigte die Dichterin erstmals mit einer Werk-Auswahl. 1962 folgte Der Pfauenschrei (Gedichte) bei Otto Müller. Dann wurden 13 Gedichte in den Lyrischen Heften (Nr. 11, herausgegeben von Arnfrid Astel, Heidelberg) veröffentlicht. Im Jahr 1963 erlitt Josef Habernig einen Schlaganfall, der auch Christine Lavant zusammenbrechen ließ.
Nach einem Nervenzusammenbruch war sie im Sommer 1963 in stationärer psychiatrischer Behandlung in Klagenfurt. Einer ihrer behandelnden Ärzte war Otto Scrinzi, zu dem Lavant in der Folge ein freundschaftliches Verhältnis entwickelte. Scrinzi, der auch als Politiker der FPÖ aktiv war, entwickelte sich zu Lavants engem Vertrauten und Ratgeber, begleitete sie u. a. bei Preisverleihungen und sammelte ihre Manuskripte. In Lavants Nachlass fanden sich auch an Scrinzi adressierte Gedichte. Es hieß, die Schriftstellerin „hielt große Stücke auf ihn“ und störte sich auch nicht an Scrinzis nationalsozialistischer Vergangenheit.
1966 übersiedelte Lavant nach Klagenfurt. 1967 erschien Hälfte des Herzens (Gedichte) bei Bläschke in Darmstadt. 1968 kehrte die Dichterin dann nach neuerlichem Krankenheimaufenthalt nach St. Stefan zurück. Es folgte 1969 mit Nell die Veröffentlichung früher Erzählungen (herausgegeben ohne Nennung von Jeannie Ebner) bei Otto Müller.
1970 bekam die Dichterin den Großen Österreichischen Staatspreis für Literatur und musste wieder ins Krankenheim. 1972 erschienen die Gedichte, von Grete Lübbe-Grothues aus Bettlerschale, Spindel im Mond und Pfauenschrei kompiliert, beim Deutschen Taschenbuch Verlag in München, während die Dichterin zu einem weiteren Aufenthalt im Krankenheim gezwungen war. Am 7. Juni 1973 verstarb Christine Lavant im Landeskrankenhaus Wolfsberg nach einem Herzinfarkt.
2015 wurde die Internationale Christine Lavant Gesellschaft gegründet; seit 2016 wird von dieser der Christine Lavant Preis für Lyrik und Prosa verliehen. Er ist mit 15.000 Euro dotiert und somit einer der bestdotierten Literaturpreise Österreichs. Bisherige Preisträger sind unter anderen Kathrin Schmidt (2016), Bodo Hell (2017) sowie Maja Haderlap (2021).

## Auszeichnungen und Ehrungen
- 1954 Georg-Trakl-Preis für Lyrik (ex aequo mit Christine Busta, Michael Guttenbrunner und Wilhelm Szabo)[10]
- 1956 2. Preis im Lyrik-Wettbewerb der Neuen Deutschen Hefte
- 1961 Staatlicher Förderungspreis für Lyrik
- 1964 Georg-Trakl-Preis für Lyrik
- 1964 Anton-Wildgans-Preis
- 1970 Großer Österreichischer Staatspreis für Literatur

## Werke (Auswahl)
- Das Kind. Erzählung. Brentano, Stuttgart 1948.
  - Das Kind. Herausgegeben nach der Handschrift im Robert-Musil-Institut und mit einem editorischen Bericht versehen von Annette Steinsiek und Ursula A. Schneider. Mit einem Nachwort von Christine Wigotschnig. Salzburg, Wien: Otto Müller 2000, ISBN 3-7013-1010-6
  - neu herausgegeben und mit einem Nachwort versehen von Klaus Amann: Wallstein Verlag, Göttingen 2015
- Das Krüglein. Erzählung. Brentano, Stuttgart 1949.
- Die unvollendete Liebe. Gedichte. Brentano, Stuttgart 1949.
- Baruscha. Leykam, Graz 1952.
- Die Bettlerschale. Gedichte. Otto Müller, Salzburg 1956.
- Die Rosenkugel. Erzählung. Brentano, Stuttgart 1956.
- Spindel im Mond. Gedichte. Otto Müller, Salzburg 1959.
- Sonnenvogel. Gedichte. Heiderhoff, Wülfrath 1960.
- Wirf ab den Lehm. Eingeleitet und ausgewählt von Wieland Schmied. Stiasny, Graz 1961.
- Der Pfauenschrei. Gedichte. Otto Müller, Salzburg 1962.
- Hälfte des Herzens. Herausgegeben von Horst Heiderhoff und Dieter Leisegang. Bläschke, Darmstadt 1967.
- Nell. Vier Geschichten. Otto Müller, Salzburg 1969.
- Kunst wie meine ist nur verstümmeltes Leben. Nachgelassene und verstreut veröffentlichte Gedichte, Prosa und Briefe. Ausgewählt und herausgegeben von Armin Wigotschnig und Johann Strutz. Otto Müller, Salzburg 1978.
- Sonnenvogel. Gedichte. Ausgewählt und herausgegeben von Roswitha Th. Hlawatsch und Horst G. Heiderhoff. Heiderhoff, Waldbrunn 1982.
- Versuchung der Sterne. Erzählungen und Briefe. Ausgewählt von F. Israel. St. Benno, Leipzig 1984.
- Und jeder Himmel schaut verschlossen zu. Fünfundzwanzig Gedichte für O.S. Herausgegeben von Hans Weigel. Jungbrunnen, Wien/München 1991
- Kreuzzertretung. Gedichte, Prosa, Briefe. Herausgegeben von Kerstin Hensel. Reclam, Leipzig 1995.
- Die Schöne im Mohnkleid. Erzählung. Im Auftrag des Brenner-Archivs (Innsbruck) herausgegeben und mit einem Nachwort versehen von Annette Steinsiek. Salzburg: Otto Müller 1996 (2. Auflage 2004), ISBN 3-7013-0928-0
- Herz auf dem Sprung. Die Briefe an Ingeborg Teuffenbach. Im Auftrag des Brenner-Archivs (Innsbruck) herausgegeben und mit Erläuterungen und einem Nachwort versehen von Annette Steinsiek. Salzburg: Otto Müller 1997, ISBN 3-7013-0957-4
- Das Wechselbälgchen. Hg. und mit einem Nachwort versehen von Annette Steinsiek und Ursula A. Schneider. Salzburg, Wien: Otto Müller 1998 (2. Aufl. 2000), ISBN 3-7013-0983-3
  - neu herausgegeben und mit einem Nachwort versehen von Klaus Amann: Wallstein Verlag, Göttingen 2012, ISBN 978-3-8353-1147-3.
- Aufzeichnungen aus dem Irrenhaus. Herausgegeben und mit einem Nachwort versehen von Annette Steinsiek und Ursula A. Schneider. Salzburg, Wien: Otto Müller 2001, ISBN 3-7013-1031-9.
  - herausgegeben und mit einem Nachwort versehen von Annette Steinsiek und Ursula A. Schneider. Innsbruck: Haymon Taschenbuch (2) 2008
  - neu herausgegeben und mit einem Nachwort versehen von Klaus Amann: Wallstein Verlag, Göttingen 2016.
- Briefe an Maja und Gerhard Lampersberg. Herausgegeben von Arno Rußegger und Fabjan Hafner. Im Auftrag des Robert Musil-Instituts für Literaturforschung der Universität Klagenfurt / Kärntner Literaturarchiv. Otto Müller, Salzburg/Wien 2003.
- Christine Lavant. (= Poesiealbum. 289).  Herausgegeben und ausgewählt von Richard Pietraß. Grafik Werner Berg. Märkischer Verlag, Wilhelmshorst 2010, ISBN 3-931329-89-5.
- Doris Moser, Fabjan Hafner (Hrsg.): Zu Lebzeiten veröffentlichte Gedichte. (= Christine Lavant: Werke in vier Bänden). Band 1. Wallstein Verlag, Göttingen 2014, ISBN 978-3-8353-1391-0.
- Klaus Amann, Brigitte Strasser (Hrsg.): Zu Lebzeiten veröffentlichte Erzählungen. (= Christine Lavant: Werke in vier Bänden). Band 2. Wallstein Verlag, Göttingen 2015, ISBN 978-3-8353-1392-7
- Doris Moser, Fabjan Hafner, Brigitte Strasser (Hrsg.): Gedichte aus dem Nachlass. (= Christine Lavant: Werke in vier Bänden). Band 3. Wallstein Verlag, Göttingen 2017, ISBN 978-3-8353-1393-4.
- Klaus Amann, Brigitte Strasser (Hrsg.): Erzählungen aus dem Nachlass. Mit ausgewählten autobiografischen Dokumenten. (= Christine Lavant: Werke in vier Bänden). Band 4. Wallstein Verlag, Göttingen 2018, ISBN 978-3-8353-1394-1
- »Ich bin maßlos in allem«. Biographisches. Ausgewählt und kommentiert von Klaus Amann. Unter Mitarbeit von Brigitte Strasser. Wallstein, Göttingen 2023, ISBN 978-3-8353-5532-3.

## Denkmal

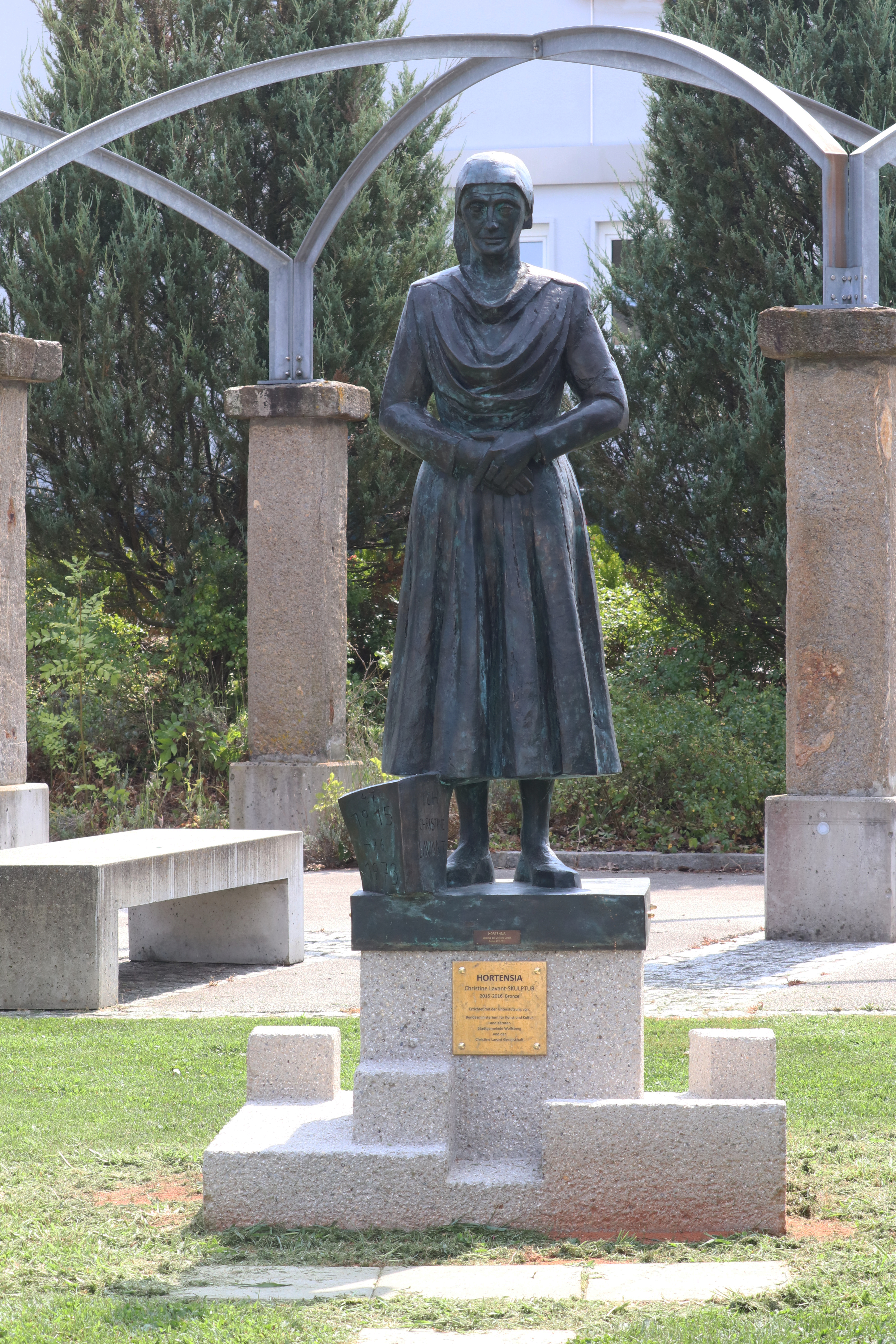
Christine Lavant – Denkmal der Bildhauerin Hortensia

Anlässlich des 100. Geburtstages von Christine Lavant schuf die Bildhauerin Hortensia in den Jahren 2015 bis 2016 ein lebensgroßes Denkmal der Dichterin. Am 28. Juni 2024 wurde das Denkmal von Landeshauptmann Peter Kaiser am Geburtsort der Dichterin in St. Stefan im Lavanttal am Christine-Lavant-Platz enthüllt.

## Vertonungen
- Ramona Kasheer: Vertonungen von Gedichten in 4 Alben: „Du von draußen ich von drinnen“ 2018 – „Fluchtwurzel“ 2019 – „Herzhandteller“ 2022-„Heimgehn“ 2023 alle im Label Coalbox Records
- Hubert Steppan (1928–2009): Liederzyklus nach Texten von Christine Lavant (St. Paul, 1986–2005).
- Acht Lieder für mittlere bzw. tiefe Stimme und Klavier: Das war mein Leben (1986), auch als Orchesterlied (2004) in der Kirchenoper Vita Vitalis – Das wahre Leben; Im Lauchbeet hockt die Wurzelfrau Op. 232 (1991); Das ist die Wiese Zittergras Op. 233 (1992); Ich möchte beten, Vater Op. 239 (1992); Hab dich lange nicht gefunden Op. 238 (1992); O du mein Gott Op. 245 (1994); An die Sonne Op. 299 (1995); Wieder brach er bei dem Nachbar ein Op. 340 (2005), auch als Orchesterlied Op. 340.
- Klemens Vereno (* 1957): Vita mortalium vigilia  –  Motette zu fünf Stimmen nach Texten von Christine Lavant (1990);
- Traumgesänge nach Texten von Christine Lavant für Altus, Tenor und Streichquintett (1992)
- ...die Herztrommel schlagen... Triptychon nach Christine Lavant für Alt und Streichtrio (2023)
- Hartmut Schmidt (* 1946) Liederzyklus für Mezzo-Sopran und Klavier nach Gedichten von Christine Lavant. 1. Reicht Euer Schweigen; 2. Abend im Frühling; 3. Vielleicht ist alles nicht ganz wahr; 4. Das Sommerrad...; 5. Geist der Erde; 6. Durch eines der vielen gelben Löcher des Himmels (2 Fassungen). Entstanden: 2016, Uraufführung in Klagenfurt 2018; Bearbeitung als „Lieder ohne Worte“ für Klarinettenquartett (2018)